# St. Gallus (Riedlingen-Zell)

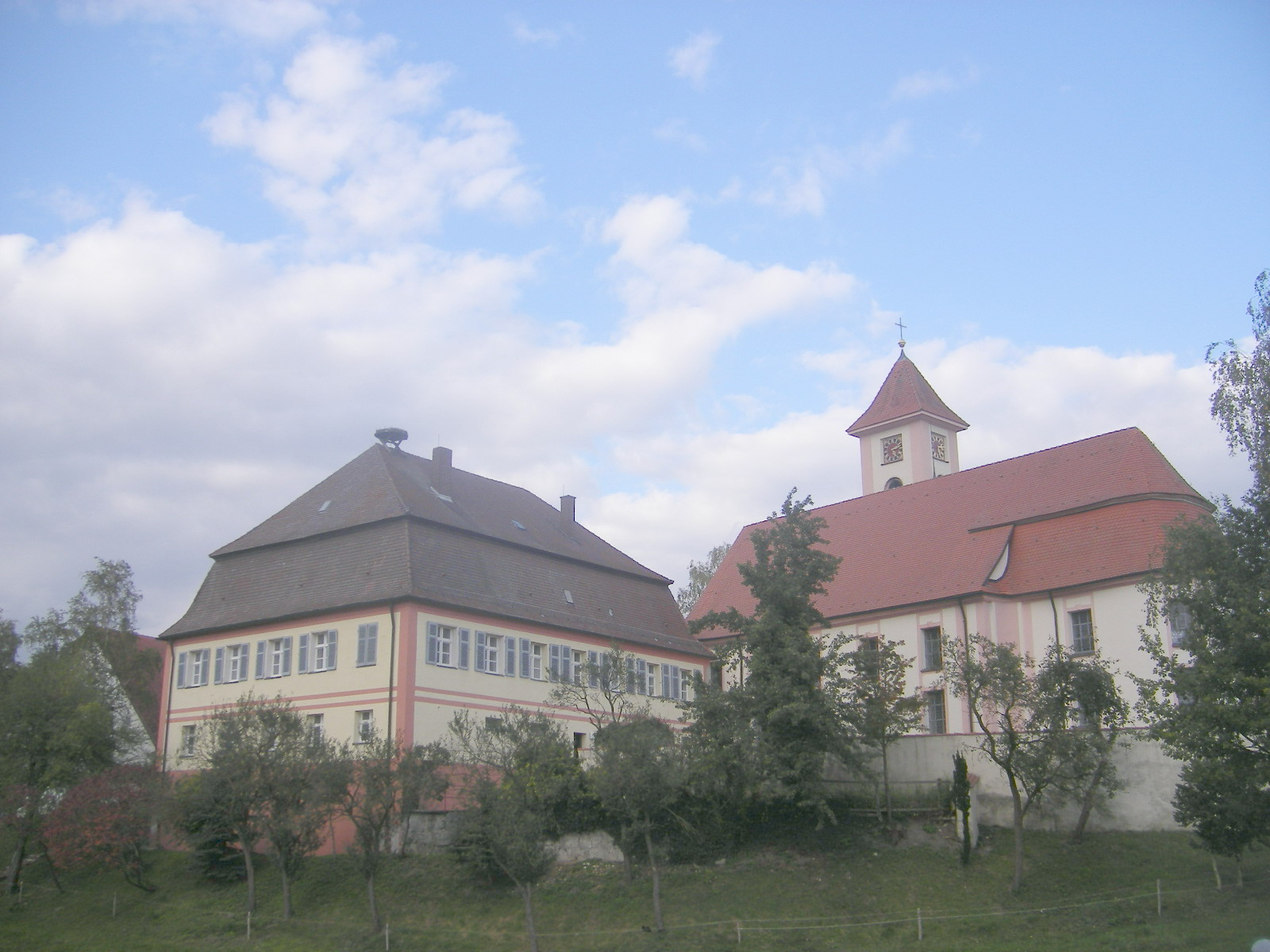
St. Gallus in Zell

Die römisch-katholische Pfarrkirche St. Gallus steht auf dem Friedhof von Zell, einem Ortsteil der Stadt Riedlingen im Landkreis Biberach in Baden-Württemberg. Die Kirchengemeinde gehört zur Diözese Rottenburg-Stuttgart. Das Bauwerk ist beim Landesamt für Denkmalpflege Baden-Württemberg als Baudenkmal eingetragen.

## Beschreibung
Die 1780 nach einem Entwurf von Januarius Zick errichtete Saalkirche besteht aus einem Langhaus, einem eingezogenen Chor mit abgerundeten Ecken im Süden und einem Kirchturm an der Ostseite des Langhauses, dessen oberstes Geschoss die Turmuhr und den Glockenstuhl beherbergt, und auf dem ein Pyramidendach sitzt. 
Der Innenraum des Langhauses, dessen Ecken gerundet sind, ist mit einer Flachdecke überspannt, ebenso der des Chors. Die Ausmalung und die Fresken stammen von Januarius Zick. Zwischen den Fensterachsen befinden sich mit Rocaille verzierte Nischen, in denen Statuen der Apostel stehen. Auf dem Altarretabel des Hochaltars ist die Kreuzigung Christi dargestellt. Die Statue des heiligen Gallus hat Johann Joseph Christian gestaltet. Die Orgel mit zwölf Registern, verteilt auf zwei Manuale und Pedal, wurde 1964 von den Gebrüdern Späth erbaut.
Direkt neben der Kirche steht das ebenfalls denkmalgeschützte Pfarrhaus.